# Евлашево (Вологодская область)
Евлашево — деревня в Вологодском районе Вологодской области.
Входит в состав Кубенского сельского поселения, с точки зрения административно-территориального деления — в Кубенский сельсовет.
Расстояние по автодороге до районного центра Вологды — 37 км, до центра муниципального образования Кубенского — 7 км. Ближайшие населённые пункты — Лахмино, Деревково, Обросово, Федурино, Перхурьево, Воздвиженье, Старое Село.
По переписи 2002 года население — 27 человек (12 мужчин, 15 женщин). Преобладающая национальность — русские (96 %).